# Старух, Александр Васильевич
Алекса́ндр Васи́льевич Ста́рух (укр. Олександр Васильович Старух; род. 28 апреля 1973, Запорожье) — украинский государственный и политический деятель. Председатель Запорожской областной государственной администрации (2008—2010, 2020—2023). Член политсовета ВО «Батькивщина».

## Биография

### Образование
Окончил Запорожский государственный университет (1995), преподаватель истории. Кандидат исторических наук (1998), доцент (2003). Докторант Института политических и этнонациональных исследований имени И. Ф. Кураса НАН Украины.

### Трудовая деятельность
- Сентябрь 1990 — июнь 1995 — студент Запорожского государственного университета.
- Декабрь 1994 — октябрь 1995 — младший научный сотрудник, научный сотрудник Национального заповедника «Хортица»[6].
- Ноябрь 1995 — август 1998 — аспирант, август 1998 — сентябрь 2004 — старший преподаватель, заместитель декана по воспитательной работе, и. о. доцента, доцент Запорожского государственного университета[6].
- Сентябрь 2004 — апрель 2005 — докторант Института украинской археографии и источниковедения имени М. С. Грушевского НАН Украины[6].
- Апрель 2005 — январь 2006 — главный консультант-инспектор отдела региональной политики департамента региональной политики, январь — декабрь 2006 — главный консультант-инспектор отдела региональной политики и местного самоуправления департамента региональной политики, декабрь 2006 — апрель 2007 — заместитель руководителя службы региональной политики — руководитель департамента региональной политики, апрель — сентябрь 2007 — заместитель руководителя Главной службы региональной политики — руководитель департамента региональной политики, с сентября 2007 — руководитель Главной службы региональной политики Секретариата Президента Украины[7].
- 30 мая — 25 сентября 2008 — и. о. председателя Запорожской облгосадминистрации[8].
- С 18 декабря 2020 по 24 января 2023 года — председатель Запорожской областной государственной администрации[9][10].

### Политическая деятельность
Был кандидатом в народные депутаты Украины.
Глава Запорожской областной организации ВО «Батькивщина». Депутат Запорожского областного совета.
Государственный служащий 3-го ранга (апрель 2007), 1-го ранга (октябрь 2008).

## Награды
- Орден «За заслуги» III степени (24 декабря 2007) — за весомый личный вклад в государственное строительство, многолетний добросовестный труд и высокий профессионализм[14].
- Орден Богдана Хмельницкого III степени (24 марта 2022) — за весомый личный вклад в защиту государственного суверенитета и территориальной целостности Украины, мужество и самоотверженные действия, проявленные при организации обороны населенных пунктов от российских захватчиков[15].